# Samuel Nicholas
Samuel Nicholas (Filadélfia, Pensilvânia, 1744 - 27 de agosto de 1790, Filadélfia, Pensilvânia) foi o primeiro oficial dos Fuzileiros Continentais dos Estados Unidos (organização que precedeu o Corpo de Fuzileiros dos Estados Unidos) e é, por tradição, considerado o primeiro comandante do Corpo de Fuzileiros.

## Carreira militar
Em 28 de novembro de 1775, Nicholas foi nomeado capitão dos fuzileiros navais pelo Congresso das Treze Colônias (o certificado de nomeação é mantido no Museu do Corpo de Fuzileiros Navais, Washington Navy Yard). Foi a primeira nomeação de um oficial nos fuzileiros navais americanos (Marines).
A primeira tarefa do capitão Nicholas foi o recrutamento. Ele montou um escritório na Filadélfia para esse fim e, em janeiro de 1776, havia recrutado homens suficientes para tarefas a bordo e apoio às unidades navais na área da Filadélfia. Ele embarcou como comandante dos fuzileiros navais no navio americano Alfred.
A primeira tarefa do esquadrão americano sob o comando do comodoro Hopkins era eliminar um depósito de suprimentos britânico em Abaco / Bahamas. Nicholas comandou uma força de desembarque de 234 fuzileiros navais na operação, que conseguiu tomar Nassau sem lutar em 3 de abril de 1776.
Em 25 de junho de 1776, o Congresso votou para colocar oficialmente Nicholas à frente dos fuzileiros navais com o posto de major. Ele recebeu a ordem de instalar mais unidades na Filadélfia. Como resultado, Nicholas se envolveu com suas unidades nas operações do exército americano sob o comando de George Washington.
Após a Primeira Batalha de Trenton, o confronto com um destacamento das tropas de Cornwalli em Princeton, Nova Jersey, foi significativo. Os últimos anos de Nicholas na ativa foram dominados pelo papel de comandante, ou seja, no estado-maior, e não no front ou no mar. O Congresso emitiu diretrizes e negou os pedidos de Nicholas para ser transferido para uma unidade naval. Suas tarefas mais importantes foram recrutar e treinar os fuzileiros navais.